# BK Randi
BK Randi var en idrottsförening verksam i Mölndal. Klubben bedrev damhandboll och spelade i damallsvenska västsvenska serien och gick upp i högsta serien 1971-1972 och spelade där en säsong men ramlade ur. 1972 gick man samman med två andra föreningar och bildade Mölndals HF. För att se BK Randi i Handbollboken se Maratontabell Allsvenskan/Elitserien sidan 200. Föreningens dokumentation är arkiverad.